# Грамм, Луиза
Фредрикка Луиза Грамм (дат. Frederikke Luise Gramm, 21 августа 1746 — 29 ноября 1824) — датская графиня, хозяйка салона, писательница, мемуаристка.

## Биография
Фредрикка Луиза родилась в Копенгагене 1746 г. Она была дочерью графа Кристиана Дитлева Ревентлова и Йоханны Софии Фредрикки Ботмер. В 1761 г. она вышла замуж за придворного дворянина Кристиана Фредрика фон Грамма. Брак не был счастливым, вдобавок муж заразил Луизу сифилисом, и она потеряла возможность иметь детей.
Благодаря замужеству Луиза стала активной участницей в жизни Датского королевского двора. Она была одной из немногих придворных дам, с кем королева Каролина Матильда подружилась до изгнания своей фаворитки Луизы фон Плессен. Говорили, что Луиза Грамм была посредницей между фактически пребывавшей в одиночестве королевой с Луизой фон Плессен и другими придворными дамами: она сообщала королеве, что о чём судачат придворные, а затем передавала придворным сплетни о королеве, и некоторое время такая двусмысленная деятельность давала ей известные преимущества при королевском дворе, не стала достоянием общественности. Из-за близости к королеве Луиза и ей супруг считались при дворе важными людьми.
В 1768 г. от сифилиса умер муж Луизы, и она целый год соблюдала траур. Вернувшись ко двору, она обнаружила, что более не пользуется благосклонностью королевы вследствие неприязни её новых подруг Элизабет фон Эйбен, Анны Софии Бюлов, Йоханны Марии Маллевилль и Кристины Софии фон Гелер, которых Луиза считала аморальными и презирала, и из-за отказа от участия в попытке королевы изгнать королевского фаворита Конрада Холька.
Луиза покинула королевский двор в 1771 г. В 1776 г. она снова вышла замуж за графа Кристиана цу Стольберг-Стольберга, которого назначили градоправителем в небольшом городке Тремсбюттеле, и их дом стал салоном, где встречались деятели датской и немецкой культуры.
Луиза умерла в 1824 г. Детей у неё не было.
Сохранилась обширная переписка Луизы Грамм, которая считается ценным историческим источником о жизни датского королевского двора в те времена. Она даже написала драму «Эмиль», которая осталась неопубликованной.